# 小行星19738
小行星19738（19738 Calinger）是一颗绕太阳运转的小行星，为主小行星带小行星。该小行星于2000年1月4日发现。

## 轨道参数
小行星19738的轨道半长轴为2.2815672 UA，离心率为0.186。